# UZU-MAKI
UZU-MAKI, (Idioma japonés:うずまき), (Vórtice), es el cuarto álbum de la cantante japonesa de I've Sound, KOTOKO, y el tercero grabado con I've Sound y con Geneon.
Se trata de un disco caracterizado por un sonido similar a los dos anteriores, si bien, la cantante evoluciona a ritmos algo más contundentes, dándole una tonalidad más oscura respecto a los trabajos antecesores. Los sencillos que cubre este disco son: 421: A Will, Being (Utilizado como segunda canción de apertura de Shakugan no Shana) y Chercher.
Este álbum fue publicado el 13 de diciembre del año 2006 y al igual que los dos álbumes anteriores, tuvo una edición limitada de CD y DVD, y una edición regular solamente de CD. El DVD de la edición limitada contiene el videoclip y el making de Tsukiyo no Butokai, usada como video promocional del disco.
Las ventas de este disco fueron notablemente buenas, sin embargo no llegaron a alcanzar las cosechadas por los discos anteriores. UZU-MAKI, entró en el puesto duodécimo de la lista Oricon vendiendo 37 000 copias.
Como es habitual, la vocalista inició una gira nacional por Japón al poco tiempo de publicarse el disco, siendo su concierto en el Yokohama Arena, uno de los más conocidos.

## Canciones
1. Introduction
Composición y arreglos: Kazuya Takase y Tomoyuki Nakazawa
2. UZU-MAKI
Letra: KOTOKO
Composición: Kazuya Takase
Arreglos: Kazuya Takase y Takeshi Ozaki
3. Saida (サイダー)
Letra y composición: KOTOKO
Arreglos: CG Mix
4. Haru (春)
Letra y composición: KOTOKO
Arreglos: Kazuya Takase
5. Shasou no shirabe (車窓の調べ)
Letra y composición: KOTOKO
Arreglos: Maiko Iuchi
6. Tsukiyo no butokai (月夜の舞踏会)
Letra: KOTOKO
Composición: Kazuya Takase
Arreglos: Tomoyuki Nakazawa
7. Iruka (海豚)
Letra y composición: KOTOKO
Arreglos: Tomoyuki Nakazawa y Takeshi Ozaki
8. Shuusou (秋爽)
Letra: KOTOKO
Composición y arreglos: CG Mix
9. Fuchidori no sekai (縁どりの世界)
Letra y composición: KOTOKO
Arreglos: Kazuya Takase
10. Kaede no michi gita no kanaderu oka de (楓の道、ギターの奏でる丘で)
Letra y composición: KOTOKO
Arreglos: Maiko Iuchi
11. Being
Letra y composición: KOTOKO
Arreglos: Kazuya Takase
12. Goodbye dear
Letra y composición: KOTOKO
Arreglos: Tomoyuki Nakazawa
13. Sekka no shinwa (雪華の神話)
Letra: KOTOKO
Composición: Kazuya Takase
Arreglos: Tomoyuki Nakazawa

- Datos: Q863326